# Ciclonul Nargis

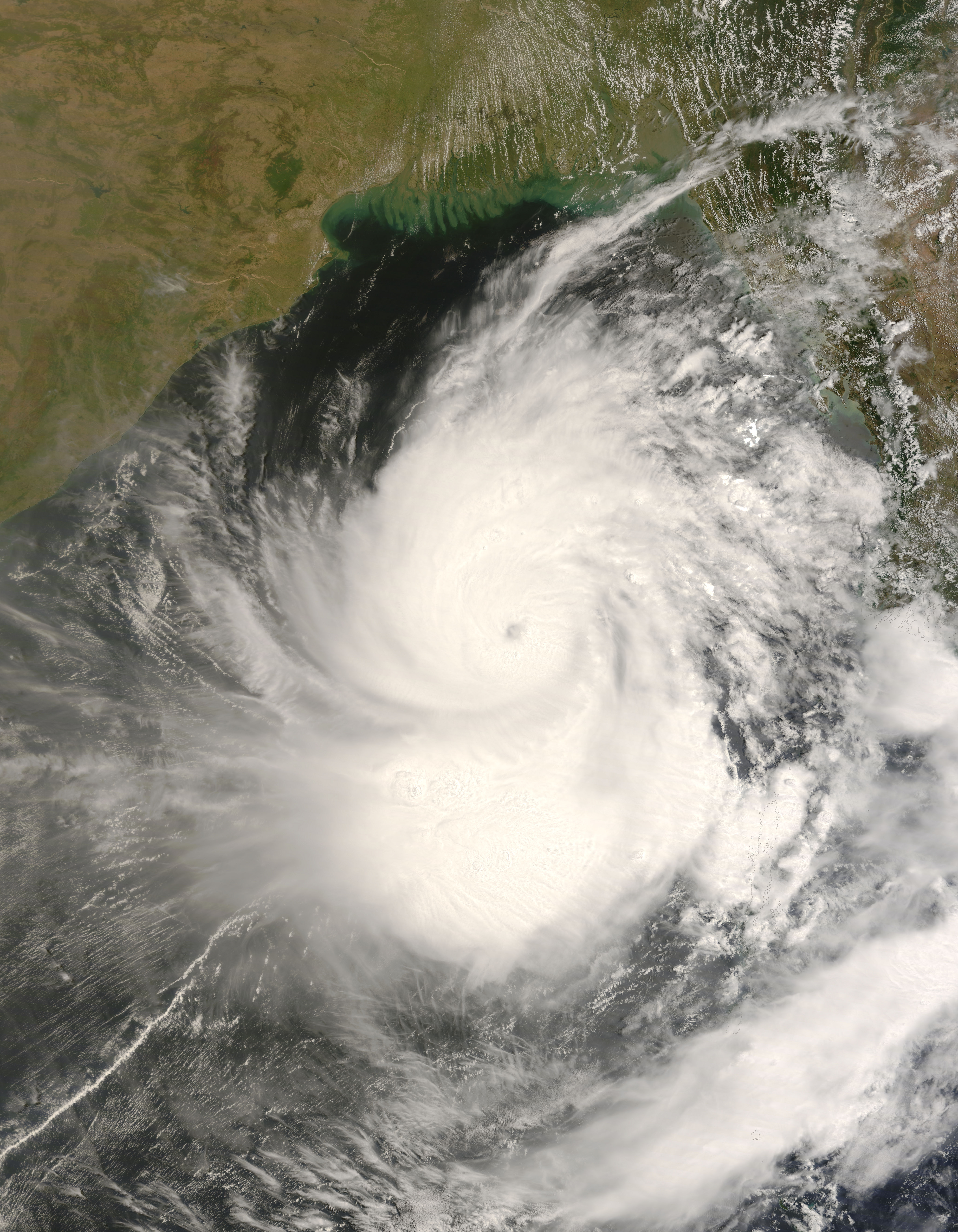
Imagine din satelit a ciclonului Nargis pe 1 mai 2008

Ciclonul Nargis a fost unul dintre cele mai distructive cicloane tropicale din istoria recentă a omenirii. Acesta a lovit sudul statului Myanmar pe 2 mai 2008. Rafalele de vânt care au ajuns la 240 km/h, au măturat construcțiile, lăsând în urmă 2,4 milioane de sinistrați. Dezastrul s-a soldat cu 140.000 de morți și dispăruți, dar există supoziția că numărul victimelor a crescut din cauza lipsei de hrană, apă și îngrijire medicală. Aceasta din cauză că autoritățile au refuzat accesul asistenților umanitari în zonele calamitate. Abia după trei săptămâni, sub presiunea internațională, autoritățile au devenit mai cooperante.

## Ruta ciclonului

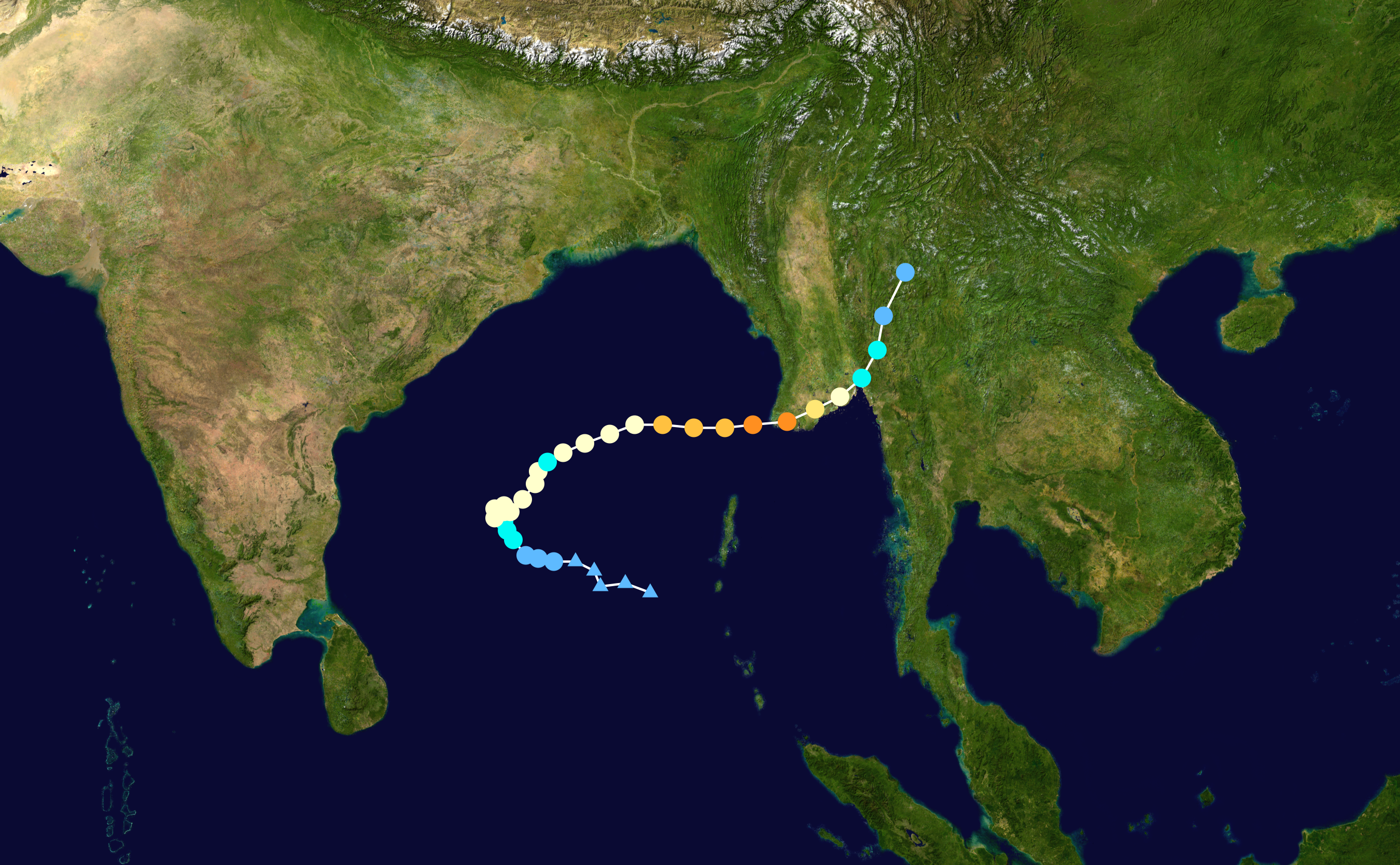
Ruta ciclonului Nargis

Pe 28 aprilie, meteorologii au clasificat o furtună tropicală formată în golful Bengal ca un uragan. În acel moment, Nargis încă nu se afla în mișcare, la peste 750 km distanță de coasta Indiei. Când ciclonul a pornit spre nord, meteorologii au determinat că acesta va ajunge în Bangladesh sau în India. Pe 1 mai, Nargis s-a intensificat, iar pe 2 mai deja viteza vântului crescuse până la 215 km/h. Ciclonul a ajuns în Myanmar și s-a dezintegrat treptat pe măsură ce înainta spre uscat.

## Impact

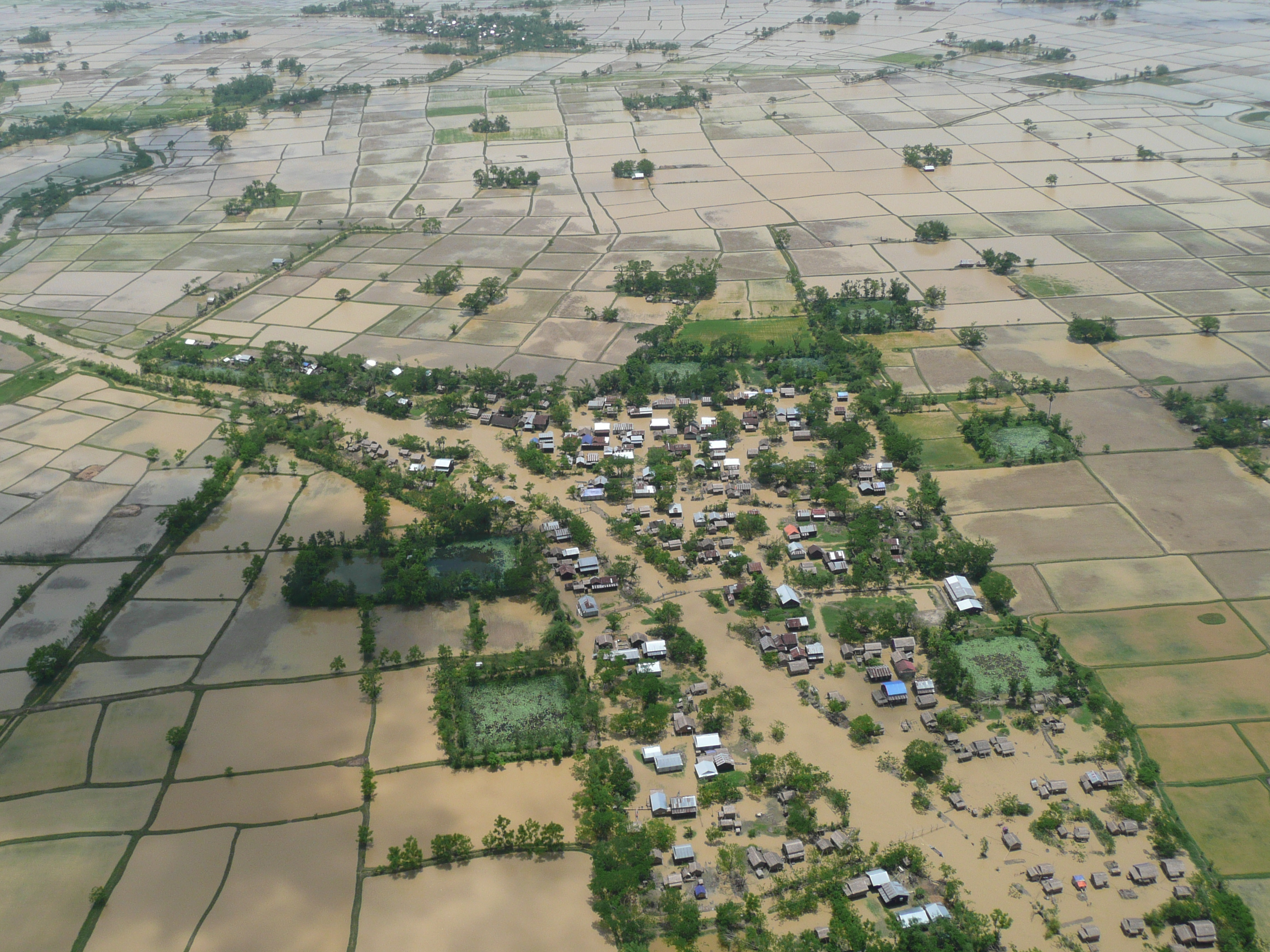
Efectele ciclonului Nargis într-un sat din delta râului Irrawaddy

Ciclonul Nargis a făcut aproximativ 80.000 de morți numai la Labutta, localitate din sud-vestul Myanmarului. Multe dintre cele 63 de sate care înconjoară Labutta au fost devastate. Suprafețe întregi din delta râului Irrawaddy au fost acoperite de ape. La Bogalay, ciclonul Nargis a distrus 95% din locuințele orașului, lăsând în urmă mai mult de 10.000 de morți.
În regiunile Irrawaddy, Rangoon, Bago, Karen și Mon, autoritățile au decretat starea de dezastru.
Conform unui raport al ONU, ciclonul Nargis a distrus 800.000 de case, 75% din echipamentele sanitare și 4.000 de școli, iar ajutoarele acordate sinistraților și cele pentru reconstrucții se ridică la suma de 1 miliard de dolari.

## Reacții
Ajutoarele trimise de guvernele străine au întârziat să ajungă în zonele afectate, din cauza temerilor juntei militare că prezența străinilor ar putea să producă instabilitate politică. Într-un comunicat dat de ministerul de externe birmanez se specifică faptul că Birmania acceptă ajutoare în bani sau bunuri, însă este reticentă la prezența echipelor de salvare și a presei străine pe teritoriul țării. Același comunicat susține că forțele armate birmaneze se străduiesc să distribuie ajutoarele pe cont propriu, fără ajutor străin. Însă potrivit experților ONU, Myanmarul nu deținea la momentul respectiv logistica necesară pentru a face față unui astfel de dezastru. Soția președintelui american de atunci, Laura Bush, a acuzat regimul din Myanmar că nu a avertizat populația în legătură cu ciclonul Nargis.